# Astronomia nova
Astronomia nova (tiếng Việt: Thiên văn học mới), tiêu đề đầy đủ trong tiếng Latinh là Astronomia Nova ΑΙΤΙΟΛΟΓΗΤΟΣ seu physica coelestis, tradita commentariis de motibus stellae Martis ex observationibus G.V. Tychonis Brahe, là một tác phẩm được xuất bản vào năm 1609 của nhà thiên văn người Đức Johannes Kepler sau mười năm nghiên cứu về chuyển động của Hỏa tinh. Là một trong những tác phẩm đáng chú ý nhất trong lịch sử thiên văn học, tác phẩm này cung cấp sự tranh luận mạnh mẽ về thuyết nhật tâm và cung cấp những cái nhìn có giá trị về chuyển động của các hành tinh. Tác phẩm này bao gồm những nhắc nhở đầu tiên về quỹ đạo hình elip của các hành tinh và sự thay đổi trong chuyển động của chúng để hướng tới sự chuyển động như các vật trôi nổi tự do trong vũ trụ trái ngược với các vật thể với các vật thể trên những quả cầu đang quay. Tác phẩm này được công nhận là một trong những tác phẩm quan trọng nhất của cách mạng khoa học.

## Hoàn cảnh
Trước Kepler, Nikolaus Copernicus đã đề xuất vào năm 1543 rằng Trái Đất và các hành tinh khác quay quanh Mặt Trời. Mô hình của Copernicus đã được coi là một công cụ để giải thích những chuyển động được quan sát của các hành tinh hơn là những mô tả vật lý.
Kepler đi tìm kiếm và nghiên cứu các lý do của chuyển động của hành tinh. Ban đầu, tác phẩm của ông dựa trên những tìm kiếm của người đỡ đầu của ông, Tycho Brahe. Mặc dù cả hai gần gũi trong công việc, họ có một quan hệ gây xôn xao. Bất kể là gì, trên giường bệnh và trước khi qua đời, Brahe đã yêu cầu Kepler phải chắc chắn rằng ông không "chết trong đau đớn" và yêu cầu Kepler phát triển mô hình Brahe. Tuy nhiên, thay vào đó, Kepler viết tác phẩm Astronomia nova, trong đó ông chê trách hệ thống của Brahe cũng như cả mô hình Prolemy và mô hình Copernicus. Một vài học giả đã đề cập rằng sự không ưa thích của Kepler dành cho Brahe có thể là một phần trong sự chỉ trích của Kepler đối với mô hình của nhà khoa học người Đan Mạch và đề xuất một mô hình mới.

## Cấu trúc và tóm lược tác phẩm
Tiêu đề đầy đủ trong tiếng Việt của tác phẩm là Thiên văn học mới, dựa trên lý trí, hoặc Vật lý Thiên văn, được nghiên cứu bởi Ý nghĩa của những bình luận về những chuyển động của Hỏa tinh, từ những quan sát của quý ngài Tycho Brahe. Trong 650 trang, Kepler đã dân dắt người đọc từng bước một đi qua quá trình ông khám phá ra dể xua tan những ấn tượng về "khám phá mới lạ", ông nói vậy.
Trong lời nói đầu của tác phẩm, đặc biệt là các thảo luận về các thánh kinh, là phần được phân phối rộng rãi nhất trong tác phẩm của Kepler trong thế kỷ 17. Lời nói đầu đã nói về 4 bước Kepler đã thực hiện trong quá trình ông nghiên cứu. Đầu tiên, ông tuyên bố rằng bản thân Mặt Trời và không có điểm tưởng tượng nào gàn Mặt Trời là điểm mà tất cả các mặt phẳng của những sự lệch tâm của các hành tinh giao nhau, hoặc có thể nói là trung tâm của quỹ đạo của các hành tinh. Bước thứ hai bao gồm việc Kepler đặt Mặt Trời làm trung tâm và định hình chuyển động của các hành tinh. Ở bước này, Kepler đáp trả những phản đối chống lại việc Mặt Trời ở trung tâm của vũ trụ, bao gồm sự phản đối đối với các thánh kinh. Đáp lại các thánh kinh, ông đã tranh luận răng sẽ không có ý nghĩa gi để yêu cầu các giáo lý vật lý và nội dung cần được sửa chữa lại về mặt tinh thần. Trong bước ba, ông đã cho rằng Mặt Trời là nguồn của tất cả các chuyển động của các hành tinh xung quanh nó, sử dụng chứng minh của Brahe dựa trên các sao chổi răng các hành tinh không quay trên các quỹ đạo. Bước bốn miêu tả đường đi của các hành tinh không phải là các đường tròn mà các hình oval.
Trong phần đầu của Astronomia Nova, Kepler đã chứng minh rằng các hệ thống của Ptolemy, Brahe và Copernicus là không thể phân biệt được chỉ trên nền tảng của các quan sát. Ba mô hình này tiên đoán giống nhau vị trí của các hành tinh, mặc dù chúng phân ra từ các quan sát, và thất bại trong việc dự đoán vị trí trong tương lai của các hành tinh bởi một con số nhỏ, mặc dù có thể đo đạc được. Kepler đã giới thiệu một mô hình mới của chuyển động của sao Hỏa trong mối quan hệ với Trái Đất nếu như Trái Đất duy tri việc không di chuyển tại trung tâm của quỹ đạo của nó. Mô hình này đã chỉ ra rằng quỹ đạo của sao Hỏa là thực sự không hoàn hỏa và không bao giờ theo những cách giống nhau.
Kepler đã nói rằng tất cả công việc của ông được mô tả trong cuốn sách. Ông đã nói điều đó trong chương 6 của tác phẩm: "Néu như bạn chán nản với phương pháp mệt mỏi này của tính toán, hãy gửi sự chán nản đó cho tôi, người đã phải trải qua những điều này với ít nhất bảy mươi lần lặp lại, mất rất nhiều thơi gian".<
Trong một bước quan trọng, Kepler đã đặt câu hỏi về những giả sử rằng các hành tinh di chuyển xung quanh một trung tâm của các quỹ đạo của chúng ở cùng tỷ lệ. Ông phát hiện ra rằng các công cụ đo gây tranh cãi để tính toán dựa trên vị trí thực sự của Mặt Trời trên bầu trời, thay vì là vị trí thực sự của nó đã tiêm nhiễm sự đồng ý đáng chú ý của sự thiếu xác định trong mô hình, mở ra con đường nghiên cứu khác. Ý tưởng cho rằng các hành tinh không di chuyển trong tỷ lệ đồng nhất, mà là một sự mở rộng về khoảng cách tính từ Mặt Trời thực sự là một ý kiến mang tính chất cách mạng và nó trở thành định luật hai của ông (đặc biệt là định luật thứ hai này được phát hiện trước định luật thứ nhất củ Kepler). Để dẫn đến định luật thứ hai đó, Kepler đã tính toán và gặp nhiều sai lầm tính toán phức tạp, thứ may mắt dừng lại "như là có phép màu".
Với việc tìm ra định luật thứ hai, ông đặt bước bốn nói trên trong chương 33 rằng Mặt Trời là nguồn năng lượng cho chuyển động của các hành tinh. Để mô tả các hành tinh này, ông tuyên bố rằng Mặt Trời phát ra một thứ vật lý, tương tự ánh sáng chúng phát ra, đẩy các hành tinh chuyển động. Ông cũng đề xuất rằng năng lượng thứ trong mỗi hành tinh thúc đẩy chính các hành tinh này gần với Mặt Trời để tránh việc chúng rơi trong không gian.
Sau đó, Kepler đã cố gắng để cuối cung tìm ra được chuyển động thực sự của các hành tinh, ông đã xác định rằng quỹ đạo của các hành tinh có hình elip. Nỗ lực ban đầu của ông để xác định chuyển động của Hỏa tinh, rất xa chuyện ông tiếp cận được ý tưởng hình elip nói trên, chỉ bị sai lệch tám giây của cung. Điều đó là cũng đủ để ông xác định để yêu cầu một mô hinh mới một cách tổng thể. Kepler đã thử một số để phù hợp vớ quỹ đạo hình elip, bao gồm cả hình của vỏ trứng. Từ đó, ông khám phá ra định nghĩa toán học cho quỹ đạo hình elip, sau đó lại phủ nhận nó, rồi lại chấp nhận nó với suy nghĩ khác: "Tôi đặt (phương trình gốc) qua một bên, và quay trở lại hình elip và tin tưởng rằng nó thực sự là một lý thuyết khác biệt, trong khi cả hai, như tôi sẽ chứng minh trong chương tiếp theo, chỉ là một. A, tổi quả là một con chim ngu ngốc!"

## Các định luật của Kepler

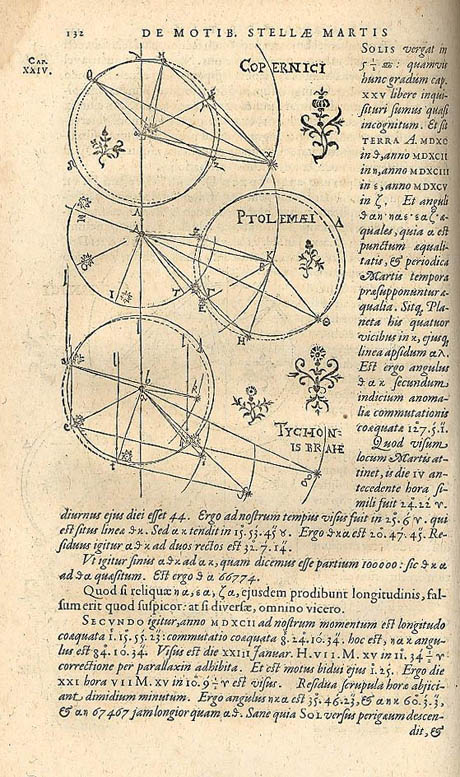
Sơ đồ của ba mô hình chuyển động hành tinh trước Kepler

Astronomia nova đã ghi lại hai trong số ba nguyên lý được biết đến ngày nay là Các định luật của Kepler về chuyển động của các hành tinh. Đó là:
1. Các hành tinh chuyển động trong hình elip với trung tâm là Mặt Trời[8]
2. Tốc độ của các hành tinh thay đổi ở mỗi khoảnh khắc rằng thời gian giữa hai vị trí luôn luôn tỷ lệ với diện tích được quét trên quỹ đạo của chúng[9]

Kepler đã khám phá ra định luật thứ hai trước định luật thứ nhất. Ông giới thiệu định luật thứ hai trong hai hình thức: 
- Trong chương 32, Kepler ông đã mô tả rằng tốc độ của các hành tinh biến đổi theo chiều ngược khoảng cách của chúng đến Mặt Trời vì thế ông có thể đo đạc sự thay đổi vị trí của các hành tinh bằng việc đo đạc khoảng cách, hoặc nhìn vào diện tích được quét trên quỹ đạo của chúng. Ông gọi đó là "định luật khoảng cách'
- Trong chương 59, ông mô tả rằng một bán kính từ Mặt Trời đến các hành tinh quét những diện tích giống nhau trong những khoảng thời gian giống nhau. Đây được gọi là "định luật diện tich".

Tuy nhiên, "nguyên lý diện tích-thời gian" không tạo điều kiện tính toán dễ dàng về vị trí của các hành tinh. Kepler có thể đặt quỹ đạo vào một con số tùy ý tính toán vị trí của hành tinh cho mỗi trường hợp, sau đó đưa tất cả các câu hỏi vào một bảng. Nhưng ông không thể xác định vị trí của các hành tinh vào mỗi và mọi thời điểm riêng biệt bởi vì tốc độ của các hành tinh thường thay đổi. Nghịch lý này, được nhắc đến như là vấn đề Kepler đã thúc đẩy sự phát triển của tính toán. 

## Đinh luật thứ ba
Kepler khám phá ra định luật thứ ba một thập kỷ sau khi xuất bản tác phẩm Astronomia nova sau khi nghiên cứu vào năm 1619. Điều này đã được đề cập trong tác phẩm Harmonices Mundi (Các giai điệu của thế giới). Ông tìm được tỷ lệ bình phương của chiều dài trục nhỏ của quỹ đạo của các hành tinh với bình phương thời gian của thời kỹ quỹ đạo của chúng. Tỷ lệ này giống nhau ở tất cả các hành tinh.